# Akantameboza
Akantameboza – rzadka choroba pasożytnicza, przebiegająca zwykle pod postacią zapalenia płuc lub przewlekłego ziarniniakowego zapalenia mózgu (GAE, encephalitis amoebica granulomatosa), wywoływana przez pierwotniaka Acanthamoeba castellaniii.

## Etiologia
Pierwotniak Acanthamoeba castellanii występuje kosmopolitycznie w wodach słodkich, wilgotnych glebach i powietrzu. Do zakażenia dochodzi przez jamę nosowo-gardłową. Pierwotniaki dostają się przez ciągłość do płuc, przez kość sitową do mózgu, a także wraz z krwią do narządów odległych. Możliwymi wrotami zakażenia jest również uszkodzona skóra i rogówka.

## Objawy
Pełzaka zdarzało się wyhodować przyżyciowo z materiału pobranego w przebiegu zapaleń nosa, gardła, uszu i rogówki. Może powodować także wystąpienie zapalenia płuc i zmian skórnych.
Acanthamoeba castellanii wywołuje, często śmiertelne, zapalenie mózgu przebiegające z gorączką, silnym bólem głowy i szyi, drgawkami. Mogą wystąpić zaburzenia powonienia i smaku oraz halucynacje. Okres inkubacji zwykle przekracza 10 dni.
Chorują głównie osoby z niedoborami odporności.

## Diagnostyka
Diagnostyka choroby jest bardzo trudna, pełzaka wykrywa się w preparatach bezpośrednich lub hodowlach, czasem dopiero podczas autopsji.
W opisanych przypadkach płyn mózgowo-rdzeniowy miał barwę szaro-żółtą, występował zwiększony odsetek limfocytów i stężenie białka oraz zmniejszone stężenie glukozy.

## Leczenie
Nie opracowano standardu leczenia choroby.
Istnieją doniesienia o skuteczności in vitro wyciągu z Solidago virgaurea, Solidago graminifolia, Rubus chamaemorus i Pueraria lobata (oraz naturalnych produktów roślinnych jak kwas elagowy i pueraryna) w stosunku do trofozoitów Acanthamoeba sp.